# Джагарян, Леван Семёнович
Лева́н Семёнович Джагаря́н (арм. Լևան Սիմոնի Ճաղարյան; род. 7 сентября 1957, Тбилиси) — советский и российский дипломат. Чрезвычайный и полномочный посол (2017).

## Биография
В 1986 году окончил Московский государственный институт международных отношений. Владеет персидским, английским, армянским, грузинским, таджикским, дари и французским языками. С 1986 года работает на различных должностях в центральном аппарате МИД и за рубежом.
В 2001—2005 годах — старший советник, советник-посланник Посольства России в Таджикистане.
В 2005—2011 годах — заместитель директора Третьего департамента стран СНГ МИД России.
С 17 октября 2011 по 8 сентября 2022 года — чрезвычайный и полномочный посол Российской Федерации в Иране.
С 8 сентября 2022 года — чрезвычайный и полномочный посол Российской Федерации в Шри-Ланке и Мальдивской Республике по совместительству.

## Дипломатический ранг
- Чрезвычайный и полномочный посланник 2 класса (12 августа 2006)[5].
- Чрезвычайный и полномочный посланник 1 класса (1 мая 2012)[6].
- Чрезвычайный и полномочный посол (26 декабря 2017)[7].

## Награды
- Орден Дружбы (18 мая 2021) — За большой вклад в реализации внешнеполитического курса Российской Федерации и многолетнюю добросовестную дипломатическую службу[8].
- Знак отличия «За безупречную службу» XX лет (25 января 2008) — За большой вклад в реализацию внешнеполитического курса Российской  Федерации, многолетнюю безупречную дипломатическую службу[9].